# So Many Ways (album)
So Many Ways is het debuutalbum van zanger Dean Delannoit en werd uitgebracht op 18 juli 2007. Het album bevat 13 tracks waaronder Deans debuutsingle So Many Ways.

## Tracks
- 1. So Many Ways
- 2. She's not there
- 3. Kiss
- 4. Sandy
- 5. Ain't No Sunshine When She's Gone
- 6. Hello
- 7. Heartbreak Hotel
- 8. Crazy Little Thing Called Love
- 9. Great Balls of Fire
- 10. Rock Your World
- 11. School of Rock
- 12. Footloose
- 13. Ain't That a Kick in the Head
- 14. Blue Hotel (Free Record Shop Bonus Track)

## Charts
| Album met hitnotering(en) in de Vlaamse Ultratop 200 albums | Datum van verschijnen | Datum van binnenkomst | Hoogste positie | Aantal weken | Opmerkingen |
| ----------------------------------------------------------- | --------------------- | --------------------- | --------------- | ------------ | ----------- |
| So Many Ways                                                | 18-07-2007            | 28-07-2007            | 1(2wk)          | 11           |             |